# Ershou meigui
Èrshǒu méigui (chinois simplifié : 二手玫瑰 ; litt. « Rose de seconde main »）, également connu sous le nom anglais : Secondhand Rose est un groupe de rock Chinois fondé en 1999 par le principal chanteur, Liáng Lóng (梁龙). Les chansons de ce groupe sont interprétées exclusivement en mandarin.
Le style du groupe mélange chant dans un style populaire traditionnel pékinois et instruments acoustiques traditionnels chinois, comme le suona, le hulusi, le morin khuur (dans 征婚启示, zhēng hūn qǐshì) ou le tambour chinois ainsi que non-chinois, comme l'accordéon (dans 火车快开, huǒchē kuài kāi, « le départ du train est imminent »), aux instruments du heavy metal (guitare électrique avec distorsion, guitare basse, batterie). Le groupe est influencé par les styles de musique populaire traditionnelle locale, le rock, le heavy metal, le punk, le thrash metal et plus occasionnellement la Mandopop ou techno.

## Biographie
En juin 1999 Liang Long essaie à plusieurs reprises de créer le groupe à Pékin, puis retourne à Harbin , il part alors à la campagne pour approfondir l'écriture musicale. Il écrit alors son premier morceau, « Cueillir les fleurs » (《采花》, cǎi huā).
En mai 2008, ce groupe a signé un contrat avec la maison d'édition wénhuà dúlì (文化独立).

## Composition du groupe
- Liáng Lóng (梁龙), chant), né le 18 octobre 1977 à Qiqihar,
- Yáo Lán (姚澜), guitare, né le 30 mai 1980 à Beijing,
- Lǐ Zìqiáng (李自强), basse, né le 26 mars 1978 à Zhoukoudian,
- Zhāng Yáng (张杨), batterie, né le 12 janvier 1981 dans le voisinage de Beijing
- Wú Zékūn (吴泽琨), instruments traditionnels, dont le suona, né le 2 août 1978 dans un village de Beijing

Le groupe a été à Harbin et était alors composé de Liáng Lóng (梁龙) au chant, Wáng Yùqí (王钰棋) à la guitare, Cháng Wēi (常威) à la basse, Zhēn Hǎiyáng (甄海洋) à la basse également, Sū Yǒngshēng (苏永生) aux instruments traditionnels et Cuī Jǐngshēng (崔景生) à la batterie.

## Discographie
- Cǎi huā (《采花》, 2000) ;

### Èrshǒu méigui
- Èrshǒu méigui (《二手玫瑰》, janvier 2003) ;

Morceaux de l'album :
1. chinois simplifié : 伎俩 ; pinyin : jìliǎng ; litt. « ruse »
2. 火车快开, huǒchē kuài kāi, « le départ du train est imminent »
3. 允许部分艺术家先富起来
4. 征婚启示, zhēng hūn qǐshì, « Conseil en recherche matrimonial »
5. 招安, zhāo ān, « Offrir une amnistie »
6. 采花, cǎihuā, « Cueillir des fleurs »
7. 因为所以, yīnwei suǒyǐ, « Parce que alors »
8. 嫂子颂, sǎo zi sòng, « Exalter la belle sœur »
9. 公益歌曲, gōngyì gēqǔ, « Chanson d'intérêt public »
10. 好花红, hǎo huāhóng, « Bon présent »

### Yúlè jiānghú
- Yúlè jiānghú (《娱乐江湖》, octobre 2006) ;

Morceaux de l'album :
1. 狼心狗肺
2. 娱乐江湖
3. E时代桃源
4. 夜深了
5. 感觉错了
6. 起飞
7. 命运 (生存)
8. 跳大神
9. 可是我还是在歌唱
10. 春天的故事

- Reprise de Wǎng Níngméi 《枉凝眉》 et « Hébì xītiān wàn lǐ yáo » 《何必西天万里遥》 de l'album « Nǐ zài hónglóu wǒ zài xīyóu » 《你在红楼我在西游》 ;

### Qíngr
- Qíngr (《情儿》, mai 2009).

Morceaux de l'album :
1. 野史, yěshǐ, « histoire sauvage »
2. 情儿, qíngér
3. 青春啊青春, qīngchūn à qīngchūn, « Jeunesse ô jeunesse »
4. 青春啊青春 (一起来吧), qīngchūn à qīngchūn (yīqǐ lái ba), « On vient ensemble hein ? »

### rénrén yǒu kē zhǔ chàng de xīn
- rénrén yǒu kē zhǔ chàng de xīn (《人人有颗主唱的心》« Les gens ont une graine dans le cœur pour les invités qui chantent », 2010);

Compilation d'après de différentes chansons à succès de la Mandopop.
Morceaux de l'album :
1. 昨夜星辰 d'après 姚澜
2. 迟到 d'après 吴泽琨
3. 站台 d'après 孙权
4. 跟着感觉走 d'après 李自强
5. 潇洒走一回 d'après 二手玫瑰
6. 恋曲1990 d'après 黄燎原

### chū lóng chóng míng
- chū lóng chóng míng (《出龙重鸣》, 2012);

Morceaux de l'album :
1. 伎俩 (jìliǎng, « Intrigue » ou « Ruse »)
2. 火车快开 (huǒchē kuài kāi, « Le Train part bientôt »)
3. 允许部分艺术家先富起来 (yǔnxǔ bùfen yìshùjiā xiān fù qǐlai, « Permettre à une partie des artistes que la fortune vienne en premier »)
4. 采花 (cǎihuā, « Cueillir la fleur » ou « Déflorer »)
5. 征婚启事 (zhēnghūn qǐshì, « Annonce matrimoniale »)
6. 因为所以 (yīnwei suǒyǐ, « Parce que ainsi »)
7. 狼心狗肺 (lángxīngǒufèi (chengyu), « Être cruel comme le loup et vorace comme le chien »)
8. 青春啊青春 (qīngchūn à qīngchūn, « Juensse ! Oh ! jeunesse ! »)
9. E时代桃源 (E-shídài táoyuán, « paradis de l'e-époque »)
10. 春天的故事 (chūntiān de gùshi, « Histoire de printemps »)
11. 跳大神 (tiào dàshén, « Cérémonie chamanique »)
12. 黏人 (niánrén, « Personne collante »)
13. 生存 (shēngcún, « Exister »)
14. 串门 (chuànmén « Se rendre chez quelqu'un »).
15. 好花红 (hǎo huāhóng)